# ديبي جاكوبس
ديبي جاكوبس (بالإنجليزية: Debbie Jacobs)‏ هي موسيقية ومغنية أمريكية، ولدت في 10 نوفمبر 1955 في بالتيمور في الولايات المتحدة.

## وصلات خارجية
- ديبي جاكوبس على موقع ميوزك برينز (الإنجليزية)
- ديبي جاكوبس على موقع أول ميوزيك (الإنجليزية)
- ديبي جاكوبس على موقع ديسكوغز (الإنجليزية)